# Édouard Cibot
Édouard Cibot (Parigi, 11 febbraio 1799 – Parigi, 10 gennaio 1877) è stato un pittore francese.

## Biografia
François Barthélemy Michel Édouard Cibot, figlio di Barthélemy Cibot e Angélique Louise Vermeil,   studiò pittura negli atelier di Pierre-Narcisse Guérin e di François-Édouard Picot nella École des beaux-arts di Parigi, e iniziò la sua carriera esponendo al Salon del 1827. Decise quindi, assai presto, di specializzarsi nella pittura storica e ricevette numerosi incarichi per il Castello di Versailles. Fu così che egli divenne noto come pittore di episodi storici, esponente dello stile troubadour, tipico degli artisti romantici. Ispirandosi ai romanzi di Walter Scott o agli avvenimenti salienti della Storia medioevale inglese, realizzò diverse opere, in particolare "Anna Bolena nella Torre di Londra" del 1835. e "I funerali di Goffredo di Buglione". 
Cibot fu presente regolarmente con i suoi lavori nei Salon sino al 1838.

Nello stesso anno si recò in Italia, e questo viaggio sconvolse la sua ispirazione storicistica: scoprendo le opere dei primitivi italiani e dei pittori del Rinascimento, al suo ritorno a Parigi si dedicò con passione ai soggetti di carattere religioso, con uno stile assai vicino alle opere tardive di Ary Scheffer. A questa sua produzione appartengono gli affreschi della chiesa di Saint-Leu-Saint-Gilles a Parigi, nonché "La Carità", una tela monumentale del 1853.
Cibot eseguì anche una serie di dipinti sulla vita di grandi artisti, fra cui "Raffaello e il Perugino" del 1843.
Édouard Cibot morì a Parigi all'età di 78 anni.

## L'arte
Oltre alla rappresentazione di episodi storici e a quella di soggetti religiosi, il notevole talento di Cibot si espresse anche nella creazione di paesaggi bucolici di grande freschezza d'esecuzione, nei quali egli coniuga una grande precisione e sensibilità cromatica a un'eccezionale capacità evocativa dei giochi d'ombra e di luce. Gli si devono così opere come "Veduta colta a Bellevue", del 1852,, e "L'idillio".

Cibot dipinse anche soggetti di attualità, come ad esempio "Charles-Ferdinand de France all'Opéra dopo essere stato accoltellato da Louis Louvel".

## Opere
- La mort du duc de Berry, 1829. Parigi, Museo Carnavalet
- Un Trait de la vie de Frédégonde, 1832. Rouen, Museo di belle arti
- Les anges déchus, 1833. Omaha, Joslyn Art Museum
- Les amours des anges au moment du déluge, 1834. Brest, Museo di belle arti
- Jean, comte Rapp, général de division, 1835. Parigi, Museo dell'Armée
- Anne de Boleyn à la Tour de Londres, dans les premiers moments de son arrestation, 1835. Autun, Museo Rolin
- La famille du duc d'Orléans, 1836. Versailles, Museo nazionale del castello
- La Défense de Beauvais, 1837. Versailles, Museo nazionale del castello
- Louis XI, roi de France, 1837. Versailles, Museo nazionale del castello
- Vue de Rome : l'orangerie de la villa Borghèse vue depuis la Villa Médicis, 1838. Parigi, Louvre
- Le mauvais présage, 1838, collezione privata
- Les Funérailles de Godefroy de Bouillon à Jérusalem, 1838. Versailles, Museo nazionale del castello
- L'Annonce aux bergers, 1840. Villandraut, chiesa di Saint-Martin
- Le confessionnal, 1840. Compiègne, Museo Antoine Vivenel
- La Défense de la Célésyrie par Raymond Du Puy, 1845. Versailles, Museo nazionale del castello
- Le Pérugin et Raphaël à Pérouse, 1843. Moulins, Museo Anne de Beaujeu
- Vue prise à Bellevue, près de Meudon, 1852. Parigi, Louvre
- La Charité, 1853, (402 x 500 cm). Amiens, Museo della Picardia
- La vision d'Ézechiel, 1877. Dunières, chiesa di Saint-Martin
- Tête de jeune fille. Lisieux, Museo d'arte e di storia
- Le Christ et l'Eternel recevant les bienheureux - L'Agneau s'offrant pour racheter le monde - Les Vertus théologales. Parigi, chiesa di Saint-Leu-Saint-Gilles

## Galleria d'immagini

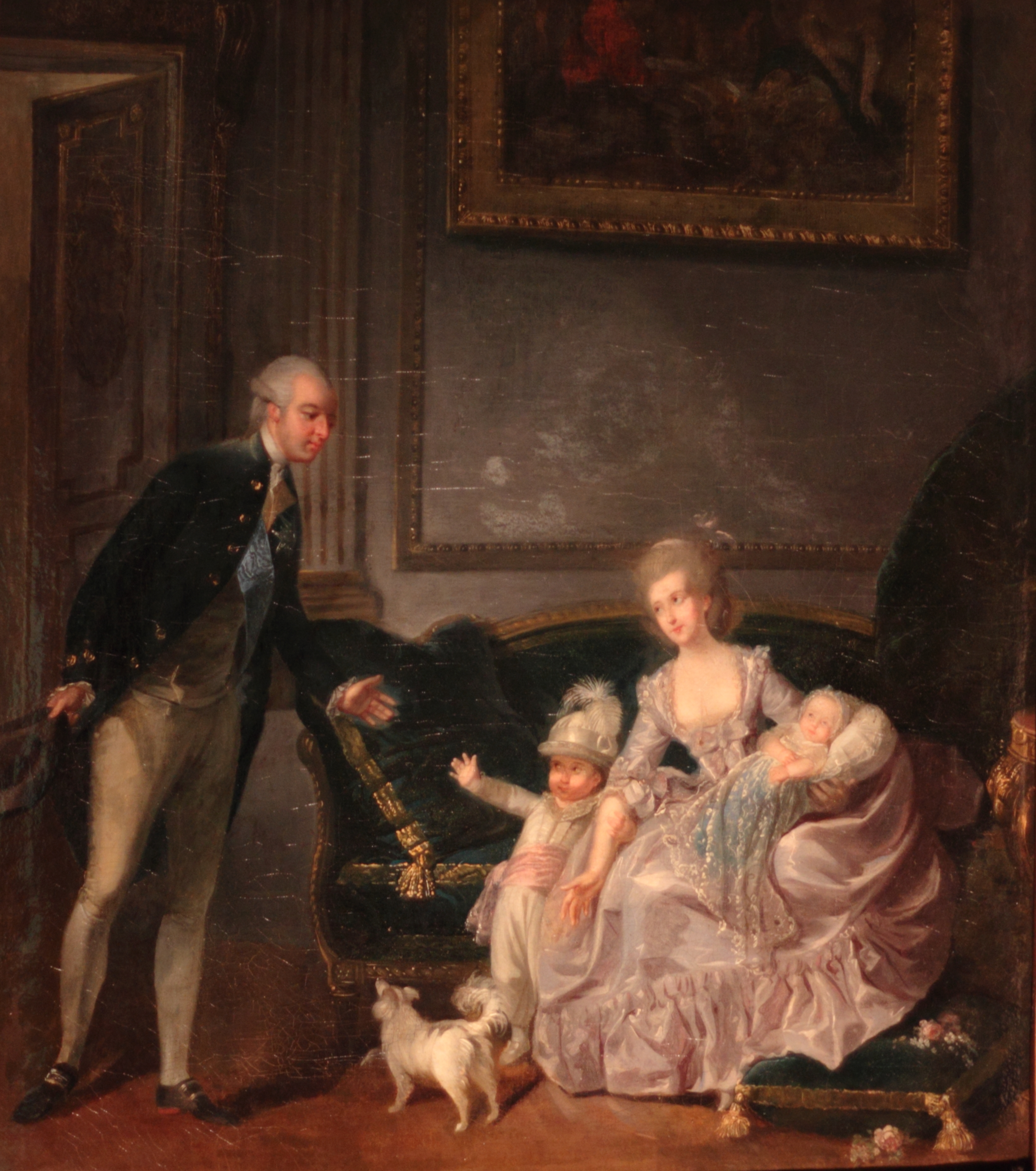
Il duca di Chartres con la famiglia
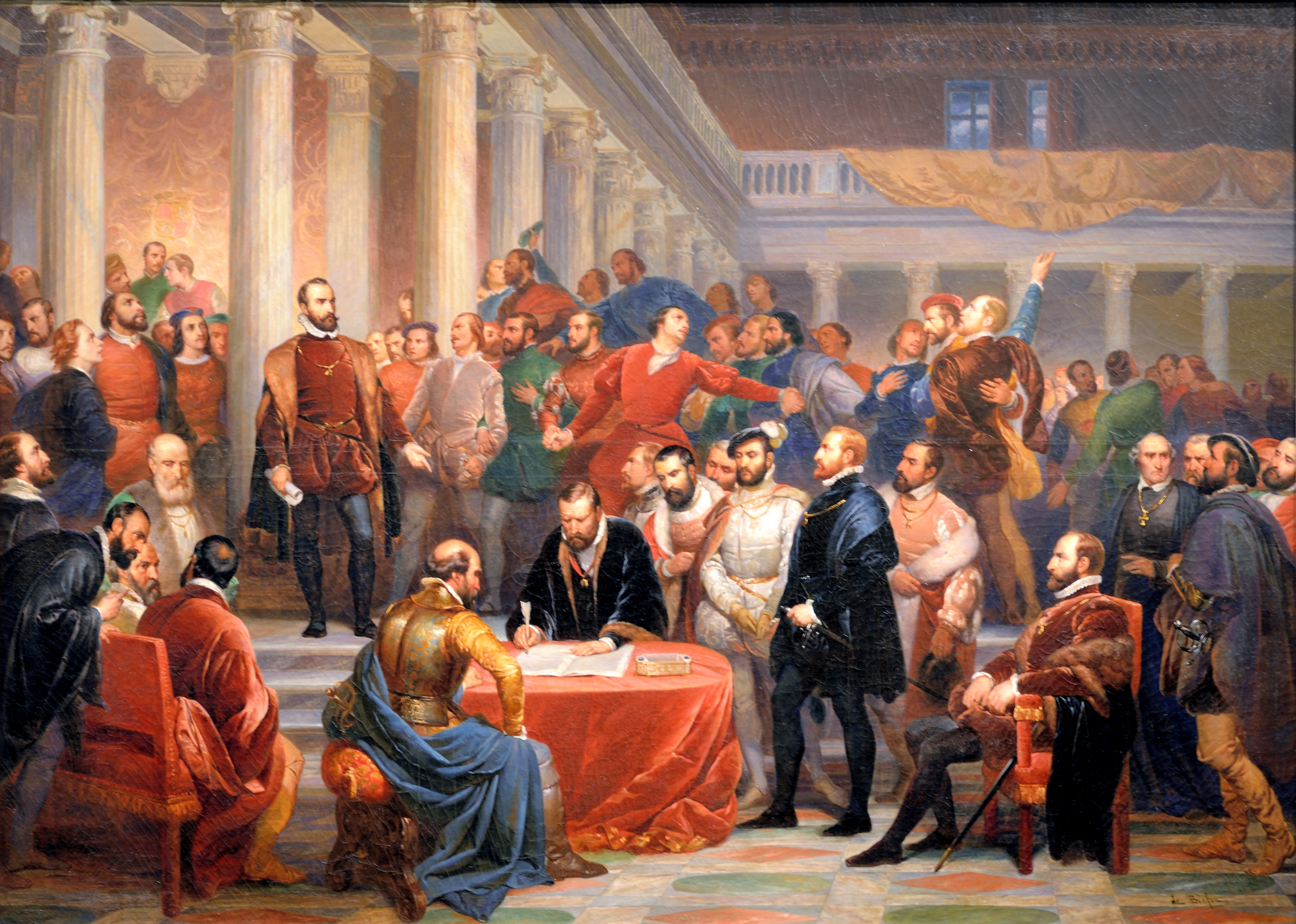
Il Compromesso del 1566
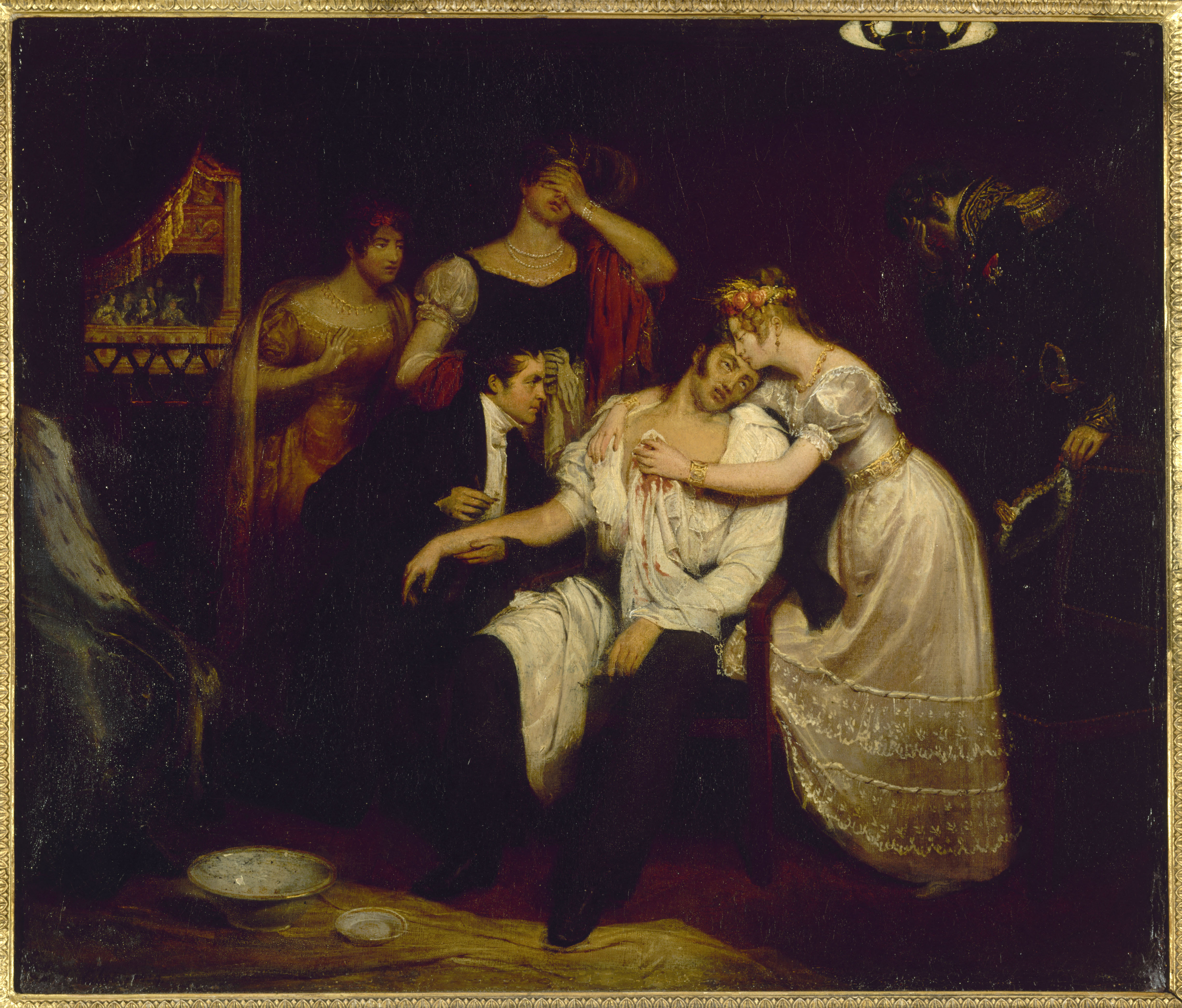
La morte del duca di Berry
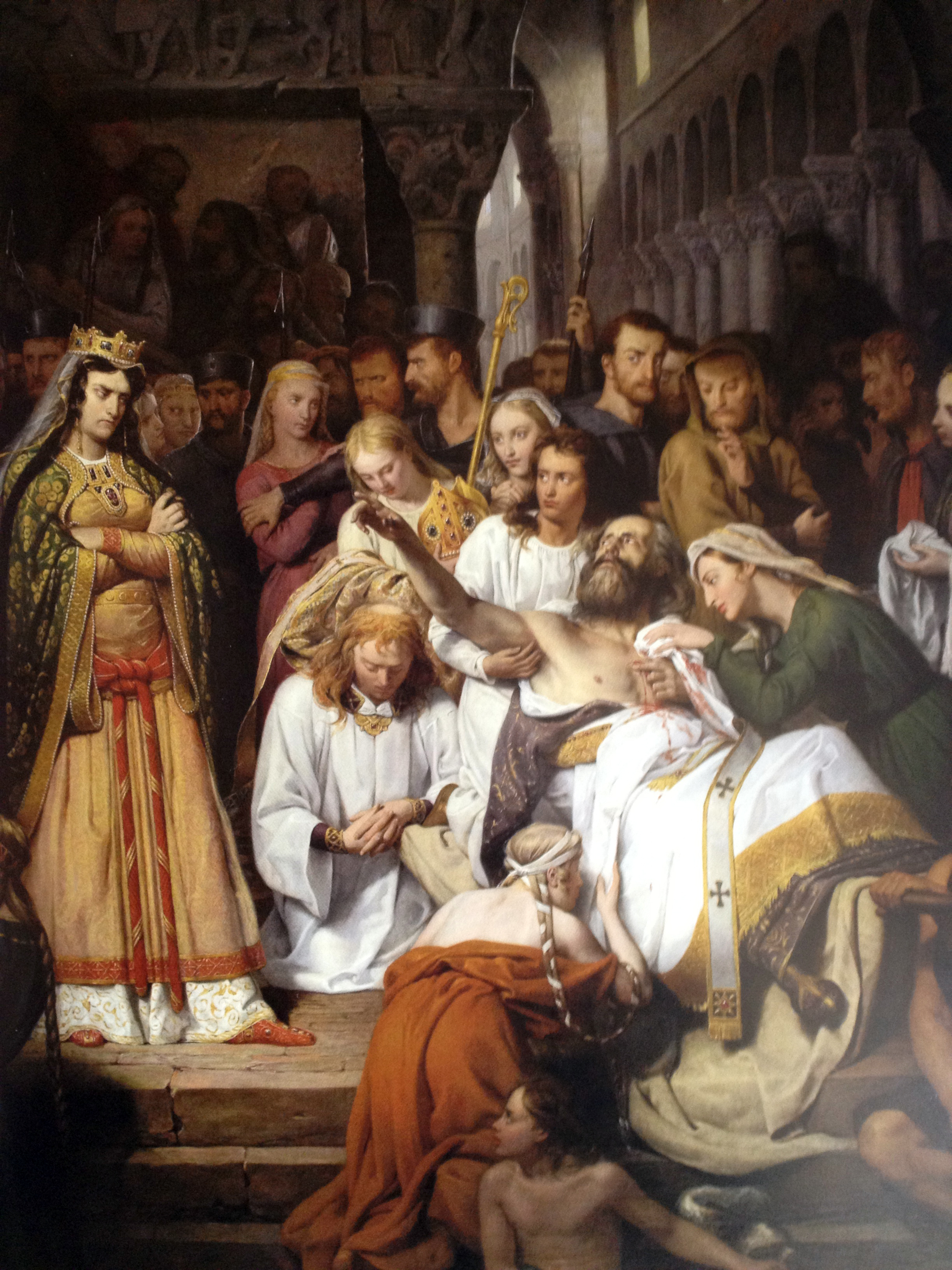
Un episodio della vita di Fredegonda